# 垂枝水锦树
垂枝水锦树（学名：Wendlandia pendula）为茜草科水锦树属下的一个种。

## 扩展阅读
維基物種上的相關：垂枝水锦树